# Institutul de Tehnologie Rochester
Institutul de Tehnologie Rochester (în engleză Rochester Institute of Technology, RIT) este o universitate privată aflată în zona metropolitană a orașului Rochester, New York, în orașul Henrietta, New York, Statele Unite, care pune accent pe pregătirea carierei și pe studiile de licență.

## Istoric
Institutul așa cum e el cunoscut astăzi a apărut ca rezultat al fuziunii din 1891 dintre Rochester Athenaeum, societate literară înființată în 1829 de colonelul Nathaniel Rochester și de asociații săi, și Mechanics Institute, un institut de învățământ tehnic pentru localnici, înființat în 1885 de un consorțiu de oameni de afaceri. La acea vreme, noua instituție a primit numele Rochester Athenaeum and Mechanics Institute (RAMI). În 1944, universitatea și-a schimbat numele în Rochester Institute of Technology.